# 多々良氏
多々良氏（たたらうじ）は、日本の古代氏族の一つ。姓は公、のち宿禰。

## 概要
『新撰姓氏録』山城国諸蕃条によれば、多々良公氏は加羅の王・爾利久牟（にりくむ）王の末裔であり、欽明天皇の御世に渡来し、金の多々利・金の乎居等を献じたため、多々良公の姓を賜ったという。
また、周防国にも、延喜8年（908年）の「玖珂郡玖珂郷戸籍公文」に「年陸拾陸歳 耆老」の多々良公秋男という人物が見え、後の在庁官人としての多々良氏・大内氏の先祖であるとする説が存在する。

### 大内氏の多々良氏の始祖伝説
周防国の武家であった大内氏は、多々良氏について、『大内多々良氏譜牒』という書において以下のように記している。
大内氏の祖は百済の聖明王の第3子・琳聖太子で、推古天皇17年（609年）鷲頭庄青柳浦の松樹に大星が留まり、七昼夜にわたって赤々と輝り続けた。在地の人々はこの奇瑞をいぶかしんでいたところ神託があって、異国の太子の来朝を鎮護するために降った北辰（北極星）であると告げたので、これを妙見尊星菩薩と尊び、社を建立して祀った。その後、推古天皇19年（611年）に周防国佐波郡多々良浜に漂着し、摂津国荒陵（現・大阪市天王寺区茶臼山）で聖徳太子に謁し、太子から周防国大内県を采邑として与えられ、多々良という姓を賜り、その地へ下向し本拠にしたと伝えている。大内は本州の西端にあり、朝鮮半島を望む位置を占め、朝鮮半島との貿易を積極的に行っていたこと、代々篤く仏教を信仰していたことなどが関係していると考えられる。

### 周防国の在庁官人として
仁平2年（1152年）8月1日付の周防国在庁下文には、この下文に署名した在庁官人9人のうち3人が多々良氏であった。
治承2年（1178年）10月5日には、多々良盛保・多々良盛房・多々良弘盛・多々良忠遠が流罪を免ぜられている。
養和2年（1182年）4月28日野寺僧弁慶申状案に連署した在庁官人10人のうち最上位に「権介多良（盛房）」とみえる。
文治3年（1187年）2月には、周防国内の御家人らが東大寺造営のための材木の搬出を妨げたとして、在庁官人が連署してこれを朝廷に訴えたが、この解状に連署した13人の在庁官人のうちに多々良宿禰弘盛の名前が見える。一方で、建久3年（1191年）には、弘盛自身が東大寺造営柱の搬出を妨げたとの理由で、重源によって鎌倉に訴えられており、これに対して幕府は、大内介（弘盛）は「関東所勘の輩に非ず」として、これを却下し、朝廷へ奏聞することを奨めている。こうした相反する一連の行為は、大内氏が国衙機構を足場に在庁の諸豪族を配下に編成するためには、国司・目代との協力関係も必要としたからであるとされる。
建長2年（1250年）には、幕府が奉行した京都・閑院御所の造営に大内介・多々良弘貞がその分担を割り当てられており、また翌年与田保の地頭と公文との間で生じた争論の際、六波羅は大内介に沙汰してこの処理に当たらせていることから、この頃の多々良氏（大内氏）は実質的に守護に近い存在になっていたと考えられる。

## 遺構
現在の山口県防府市国衙の北方には多々良という地名や多々良山があり、多々良氏の遺構だと考えられている。